# حديقة بلتشلي

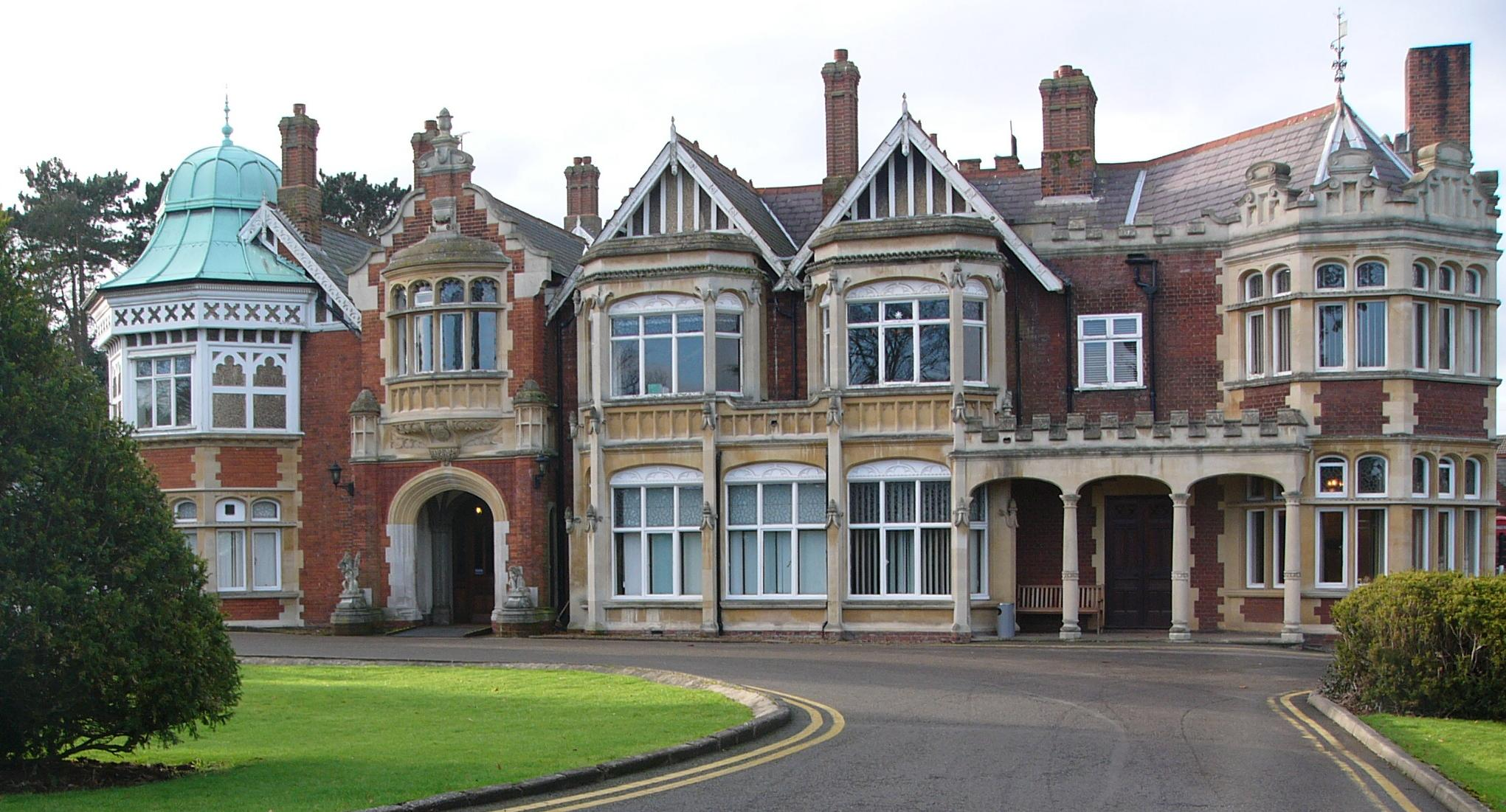
قصر حديقة بلتشلي

حديقة بلتشلي (بالإنجليزية: Bletchley Park)‏ كما تعرف باسم المحطة إكس (بالإنجليزية: Station X)‏ هي حديقة موجودة في مدينة بلتشلي في ميلتون كاينس، بريطانيا. خلال الحرب العالمية الثانية كانت حديقة بلتشلي المقر الرئيسي لعمليات استخراج المعمى في المملكة المتحدة. تم تحليل وفك تعمية الكثير من الشيفرات السرية لدول المحور في تلك الحديقة وأشهر هذه الشيفرات هي الشيفرة السرية من آلة إنجما الألمانية. تم إطلاق تسمية ألترا على الاستخبارات العالية المستوى في حديقة بلتشلي. كما يعزى لها فضل مساعدة قوات الحلفاء في تقصير زمن الحرب.
يوجد في حديقة بلتشلي الآن متحف مفتوح للزيارة.